# Colonie Dignidad
La colonie Dignidad (en espagnol : Colonia Dignidad, litt. « colonie de la dignité », initialement et officiellement Sociedad Benefactora y Educacional Dignidad (« Société de bienfaisance et d'éducation dans la dignité ») est une communauté sectaire fondée au sud de Santiago du Chili en 1961 par Paul Schäfer (ou Schaefer), ancien brancardier de la Wehrmacht, et dont les membres vivaient en autarcie complète, pratiquement sans contact avec le monde extérieur.
Elle est célèbre non seulement pour avoir servi de centre de détention et de torture d'opposants politiques sous la dictature militaire d'Augusto Pinochet, mais aussi pour avoir été le cadre d'abus sexuels sur les mineurs de la colonie.
Après le retour de la démocratie, en 1991, la colonie perd son statut de société de bienfaisance et, sur la suggestion du marchand d'armes Gerhard Mertins, elle est rebaptisée Villa Baviera.

## Emplacement
Le site se trouve à environ 400 kilomètres au sud de la capitale, Santiago du Chili, sur le territoire « Parral VII », à 33 kilomètres au sud-est de la ville de Parral, dont elle dépend, dans la province de Linares, région du Maule, au bord du Río Perquelauquén (es) qui la sépare de la municipalité de San Fabián (région de Ñuble).

## Histoire

### La secte allemande
Paul Schäfer fonde sa secte en Rhénanie en 1954. L'œuvre, louable en apparence, attire l'attention de la justice en raison de plusieurs plaintes déposées contre Paul Schäfer pour maltraitance et actes sexuels sur des mineurs.
Néanmoins, avant que la justice ne puisse intervenir, Schäfer quitte prudemment l’Allemagne et voyage en Italie, en Égypte et ailleurs. Quand il est clair qu’il sera arrêté s’il revient en Allemagne, il s'enfuit au Chili, alors sous la présidence de Jorge Alessandri.

### La fondation de la colonie Dignidad
Schäfer s'installe au Chili en compagnie d'un ex-pilote de l'armée de l'air du IIIe Reich, Hermann Schmidt. Ils fondent en septembre 1961 la Sociedad Benefactora y Educacional Dignidad, qui acquiert El Lavadero, une ferme isolée de 3 000 ha dans la commune de Parral à près de 400 km au sud de Santiago, anciennement peuplée d'Italiens qui avaient, pour certains, donné des terrains au couvent San Manuel que se disputèrent la secte,,.
Schäfer se fait alors rejoindre par les membres de sa secte pour y bâtir la colonie. La société est présentée comme une œuvre caritative fondée par des citoyens allemands au profit d'enfants et de jeunes déshérités, « orphelins, paresseux et sans défense en général et en particulier ceux des provinces touchées par les tremblements de terre de l’année 1960 ».
La vie quotidienne à la colonie Dignidad dans les années 1960
Le deuxième épisode (La Terre promise) du documentaire Colonia Dignidad : une secte allemande au Chili fait évoquer par des témoins intérieurs et extérieurs la vie qui y était menée.
Dès 1962, Wolfgang Müller parvient à quitter la colonie à cheval durant la nuit. Mais sans argent, sans parler la langue du pays, à 40 km de la ville la plus proche, fuir est quasiment impossible pour les colons. Wolfgang Müller, récupéré par la police, est remis à Schäfer : il est battu, drogué et surveillé jour et nuit. Après cette fuite, on commence toutefois à dire autour de la colonie que Schäfer a fui l’Allemagne pour une mise en cause comme pédophile.
Schäfer comprend qu’il doit réagir et, en 1964, ouvre un hôpital qui accueille la population pauvre du voisinage, au besoin la nourrit et l’habille. Dans la colonie et aux alentours, il passe pour un saint. Mais il en profite pour demander aux parents de laisser leurs enfants définitivement à la colonie.
Il prend soin de mettre en scène la construction de la colonie et son activité de bienfaisance dans de nombreux films de propagande. Schäfer se constitue aussi sur la base de cette image un réseau efficace de protection au sein des autorités chiliennes
Les « colons » vivent de manière très égalitaire et ne peuvent disposer d’aucun bien propre. Hommes, femmes, enfants sont séparés, et en cas d’indiscipline, sont brisés par des passages à tabac. Certaines femmes, vues par Schäfer comme des créatures du diable, mais aussi comme ses rivales auprès de la population masculine, sont copieusement insultées comme telles. Le travail forcé et non rémunéré, y compris des enfants, permet à la colonie de devenir une entité économique assurant largement ses besoins et dégageant d’importantes plus-values au profit exclusif de la société, réinvesties dans des équipements de plus en plus professionnels
Il y a ainsi deux faces de la colonie : l’image officielle, savamment entretenue, faite de vie communautaire, de bienfaisance et spiritualité, et celle qui prévaut portes fermées, souterraine, faite de sexisme, de violences, y compris sexuelles, et d’humiliations.
L’institution fait publiquement parler d'elle en 1966, après la fuite de l'un de ses membres, Wolfgang Müller, qui dénonce une série d'abus commis dans la colonie et le rôle qu'y joue Paul Schäfer.

### Sous la dictature de Pinochet
Sous la dictature d'Augusto Pinochet, la DINA (Dirección de Inteligencia Nacional, la police politique), dirigée par Manuel Contreras, fait de la colonie Dignidad une base logistique de sa campagne d'élimination d'opposants, baptisée Opération Condor. La colonie sert de fabrique d'armes ainsi que de centre de détention et de torture d'opposants marxistes et socialistes,.
Tant Augusto Pinochet que Manuel Contreras rendent régulièrement visite à la Colonia Dignidad.

### Fin de la colonie
En mars 1977, Amnesty International Allemagne rédige une enquête complète sur la colonie Dignidad, mais l'antenne allemande de la colonie intente un procès contre l'ONG en diffamation pour interdire la diffusion de la brochure. Le procès continuait encore en 1997,,,,.
De la même façon, la colonie obtient la levée de l'immunité diplomatique de consuls allemands afin de leur intenter un procès en diffamation, mesure qui sera annulée sous la pression internationale. Plus généralement, la colonie mène une stratégie de riposte judiciaire contre quiconque dénonce ses abus.
La presse chilienne elle-même, sans trop se compromettre, écrit des articles sur la colonie (ferme modèle, persécutions des sœurs de San Manuel, rapts d'enfants, etc.).
Le premier reportage télévisé sur la colonie est réalisé en 1983 par le candidat du jeu télévisé La Course autour du monde François Hubert. À peine est-il diffusé sur les chaînes francophones (Antenne 2, SSR, SRC, RTL), le couvent San Manuel et les Chiliens qui ont aidé le jeune réalisateur sont persécutés, l'un d'eux étant arrêté et torturé.

### Après la chute de Pinochet
L'impunité dont bénéficie la colonie Dignidad s'effrite peu à peu après la fin de la dictature Pinochet. En 1991, elle perd son statut d'association caritative et se rebaptise Villa Baviera,.
En 1996-1997, l'étau se resserre autour de Paul Schäfer, accusé d'abus sexuels sur mineurs et de torture, pour lesquels lui et son entourage sont jugés coupables dans les années 2000. La société est également condamnée pour la disparition de trois citoyens chiliens, Juan Merino Molina, Álvaro Vallejos et Adán Valdebenito, ainsi que pour actes de séquestration et de tortures,,.
En 1997, Paul Schäfer disparaît de la circulation et échappe aux enquêteurs durant plusieurs années. Il est alors âgé de 76 ans, et certains le pensent mort. Il est finalement capturé en Argentine en mars 2005.
Condamné à 33 ans de prison pour abus sexuels, et par ailleurs pour avoir violé la loi sur la détention d'armes, pour homicide et torture, il n'a pas été condamné pour ses autres crimes et emporte sans doute beaucoup de secrets dans sa tombe : Schäfer meurt en prison, le 24 avril 2010, des suites de problèmes cardiaques, à l'âge de 88 ans.
Interrogé en mars 2005 par le juge Alejandro Madrid à propos de la mort de l'ancien président chrétien-démocrate Eduardo Frei Montalva, l'Américain Michael Townley, agent de la DINA, avoua l'existence de liens entre la colonie Dignidad et le laboratoire de guerre bactériologique de l'armée chilienne. Les enquêteurs soupçonnent que le poison qui a tué Eduardo Frei Montalva dans la clinique de Santa Maria en 1982 a été élaboré dans la colonie : ce nouveau laboratoire de l'armée, à l'intérieur même de la colonie Dignidad, aurait été, selon Townley, le successeur de celui de la DINA, Via Naranja de lo Curro, où Townley travaillait avec le chimiste Eugenio Berrios. Townley a aussi parlé des expériences biologiques menées sur des prisonniers dans le camp de détention qu'était la colonie,.

### Villa Baviera

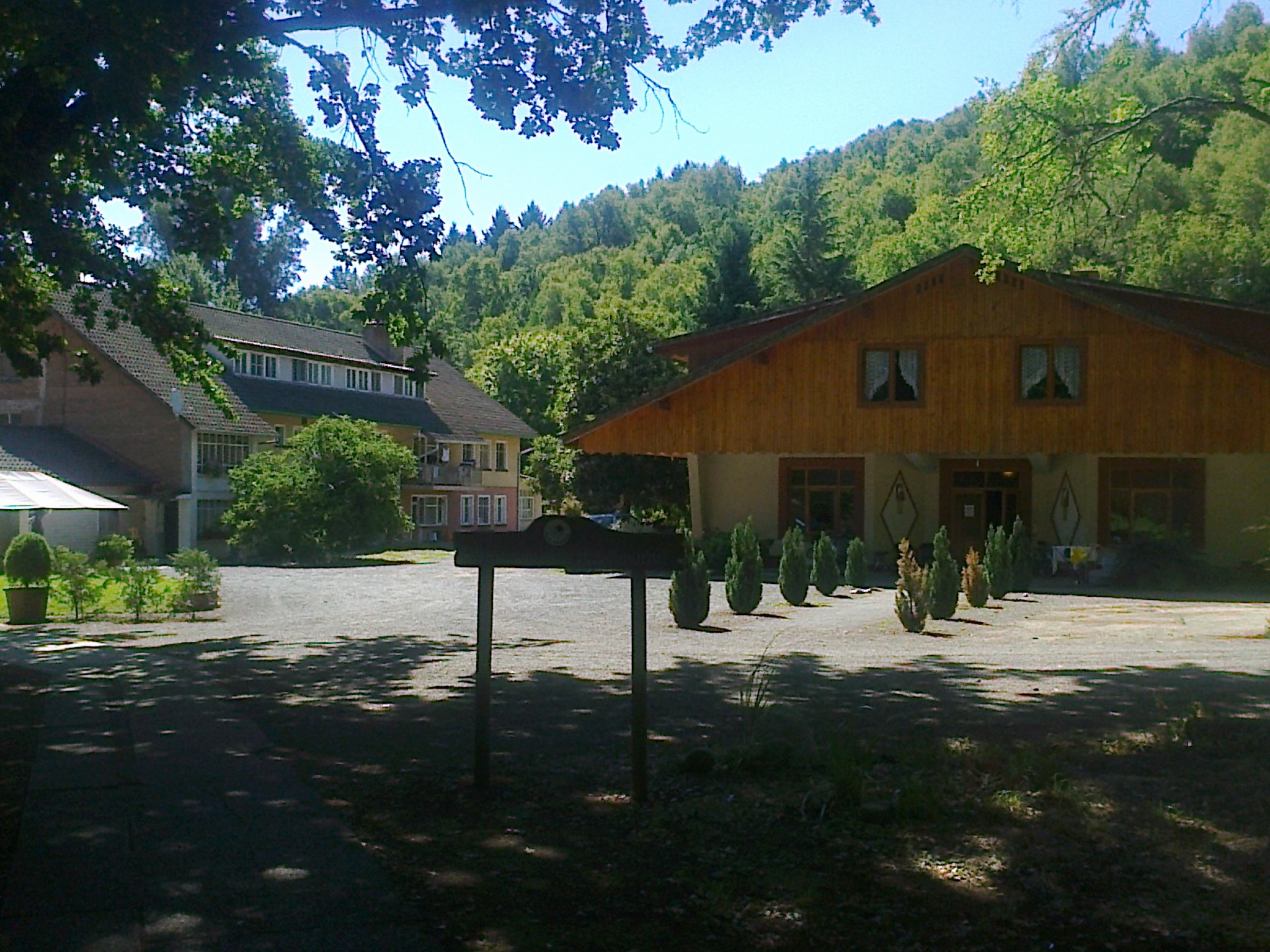
Maison de la villa Baviera (2014).

En septembre 2007, la secte, en difficulté économique et pâtissant d’une réputation sinistre, se convertit au tourisme : elle vend une partie de ses terres et devient un centre d'hôtellerie et de loisirs qui s'enorgueillit de ses « traditions allemandes »; la reconversion touristique fit polémique parmi les anciens détenus.
En 2019 les anciens membres de la secte reçurent des indemnités de la part de l'Allemagne.
En juin 2024, le président Gabriel Boric décide d'exproprier 182 hectares, ayant été précédemment déclarés Monument national en 2016, afin d'y construire un lieu de mémoire et de recueillement. Les endroits à exproprier incluent la maison de Schäfer, l'hôpital de la colonie, la porte d'accès ainsi que les tombes des victimes,,.

## Caractéristiques

### Conditions de vie
À l'intérieur de la colonie, l'organisation sociale était fondée sur le travail forcé et l'interdiction de tout épanouissement individuel. Les jeunes gens étaient « forcés à se reproduire » et les bébés leur étaient retirés au bout de quelques mois.
Rares sont les personnes qui ont pu s'enfuir de la colonie : seulement 6 en 40 ans.

### Taille, équipements et voisinage
Accumulant privilèges et exemptions, la colonie constitue une zone de non-droit vivant en autarcie et assez prospère, et dans laquelle Schäfer règne en maître absolu. Elle s'étend jusqu'à atteindre 13 000 ha, soit par l'achat de terres à des campesinos, soit par leur appropriation douteuse. Des propriétaires ayant résisté aux pressions en ont témoigné : un agriculteur, dont la ferme se trouve juste avant l'entrée principale de la colonie, et le couvent San Manuel, propriétaire de six hectares donnés par les colons italiens prédécesseurs de Schäfer.
La colonie dispose d'installations inhabituelles pour une zone éloignée de la carretera central (la route panaméricaine) : hôpital, piste d'aéroport, centrale électrique... Elle dispose aussi de licences pour exploiter le titane et, semble-t-il, l'uranium. La qualité du matériel médical dont elle est équipée lui permet de fournir des soins médicaux d'excellente qualité. Les paysans voisins y sont soignés gratuitement, et sont encouragés à envoyer leurs enfants dans la colonie. Certains ont été kidnappés, comme le laisse à penser la disparition d'enfants chiliens dans la région, dont des jumeaux. Un témoignage laisse penser que le docteur Mengele, en fuite depuis 1945, aurait pu séjourner dans la colonie.

### Fabrication et détention d'armes
En 2005 est retrouvé l'un des dépôts d'armes les plus importants chez des personnes privées depuis le retour de la démocratie au Chili, incluant 80 mitraillettes, 60 grenades, 14 fusils et 18 mines antipersonnel,.

## Dans la culture

### Littérature
- Miserere, roman policier de Jean-Christophe Grangé qui s'inspire pour une part et sous un nom d'emprunt de la colonie Dignidad.

### Fictions cinématographiques ou télévisuelles
- La Marque des anges (2013), thriller français réalisé par Sylvain White, d'après le roman Miserere, avec Gérard Depardieu et Joey Starr, reprend sa référence indirecte à la colonie Dignidad ;
- Colonia (2015), thriller allemand de Florian Gallenberger, avec Emma Watson et Daniel Brühl, raconte l'histoire (romancée) de Lena et Daniel, qui parviennent à s'échapper de la colonie Dignidad en 1974, et dont les photos qu'ils y ont prises sont à la source d'un scandale international ;
- Tunnel (2016), série télévisée française avec Clémence Poésy et Stephen Dillane, met en scène dans la deuxième saison des personnages liés à la colonie Dignidad ;
- La casa lobo (2018), film d'animation chilien de Cristóbal León et Joaquín Cociña (en), scénarise la fuite par l'héroïne d'une secte religieuse inspirée de la colonie Dignidad.
- Colonia Dignidad : une secte allemande au Chili (2019), par Annette Baumeister (de) et Wilfried Huismann (de)[30]